# The Almost Perfect Bank Robbery
The Almost Perfect Bank Robbery (titulado: Robaron, se amaron y los pescaron en Argentina y Un atraco casi perfecto en España) es un telefilme estadounidense de comedia de 1997, dirigido por David Burton Morris, escrito por Adam Greenman y basado en un artículo de Skip Hollandsworth, musicalizado por Dan Wool, en la fotografía estuvo John L. Demps Jr. y los protagonistas son Brooke Shields, Dylan Walsh y Sherie Rene Scott, entre otros. Este largometraje fue producido por Avenue Pictures y Hearst Entertainment Productions; se estrenó el 25 de agosto de 1997.

## Sinopsis
Trata acerca de un agente del FBI que debe lograr que una cajera de un banco y su novio, el cual es policía, no escapen con lo robado.